# Kai Molter
Kai Axel Jørgen Molter (* 9. April 1903 in Kopenhagen; † 1977) war ein dänischer Maler. 
Molter begann 1920 mit dem Malen und besuchte ab 1924 die Malereischule unter Christian Frederik Beck. Bekannt wurden 
insbesondere seine Stadtansichten von Kopenhagen, daneben malte er aber auch Landschaftsmotive.
Seine Werke wurden gezeigt im Københaven bymuseet (Stadtmuseum von Kopenhagen), im Malmöhus Museum, auf Gripsholm, auf Kungsholm sowie in der Galerie 41 in Paris.
| Personendaten    | Personendaten           |
| ---------------- | ----------------------- |
| NAME             | Molter, Kai             |
| ALTERNATIVNAMEN  | Molter, Kai Axel Jørgen |
| KURZBESCHREIBUNG | dänischer Maler         |
| GEBURTSDATUM     | 9. April 1903           |
| GEBURTSORT       | Kopenhagen, Dänemark    |
| STERBEDATUM      | 1977                    |